# Tim Stapleton
Pour les articles homonymes, voir Stapleton.
Timothy Gabriel Stapleton (né le 19 juillet 1982 à La Grange, dans l'État de l'Illinois aux États-Unis) est un joueur professionnel américain de hockey sur glace évoluant au poste d'attaquant.

## Biographie

### Carrière en club
Stapleton débuta au niveau junior en 2000 avec les Gamblers de Green Bay de la United States Hockey League. Après avoir passé deux saisons ces derniers, il rejoint les Bulldogs de Duluth, de la Western Collegiate Hockey Association, division de la NCAA.
N'ayant pas été sélectionné au repêchage de la LNH lors de ses années d'éligibilité, il quitte l'université Duluth en 2006 pour obtenir une période d'essai avec les Pirates de Portland de la Ligue américaine de hockey. Ses services n'étant plus retenu par les Pirates Stapleton rejoint durant l'été les Jokerit Helsinki, club de la SM-Liiga en Finlande.
Revenant en Amérique en 2008, il obtient un contrat avec les Maple Leafs de Toronto; il prend d'ailleurs part à ses quatre premières rencontres en LNH durantl'année qui suit, passant le reste de la saison avec le club affilié aux Leafs dans la LAH, les Marlies de Toronto.
Le 1er juillet 2009, les Maple Leafs le cède avec le défenseur Pavel Kubina aux Thrashers d'Atlanta en retour de Colin Stuart et de Garnet Exelby.
Après trois saisons en KHL, il signe le 17 avril 2015 un contrat d'une saison avec le HC Bienne en LNA. Le 23 novembre 2015, Stapleton quitte le HC Bienne et s'engage jusqu'au terme de la saison 2015-2016 avec le HC Lugano.

### Carrière internationale
Il représente les États-Unis au niveau international.

## Trophées et honneurs personnels

### Ligue continentale de hockey
- 2013 : participe au cinquième Match des étoiles avec l'association de l'Ouest.

## Statistiques

### En club
| Saison     | Équipe                  | Ligue        |     | Saison régulière | Saison régulière | Saison régulière | Saison régulière | Saison régulière |   | Séries éliminatoires | Séries éliminatoires | Séries éliminatoires | Séries éliminatoires | Séries éliminatoires |
| Saison     | Équipe                  | Ligue        | PJ  | B                | A                | Pts              | Pun              | PJ               | B | A                    | Pts                  | Pun                  |                      |                      |
| 2000-2001  | Gamblers de Green Bay   | USHL         | 52  | 7                | 15               | 22               | 8                | 4                | 1 | 2                    | 3                    | 4                    |                      |                      |
| 2001-2002  | Gamblers de Green Bay   | USHL         | 61  | 24               | 36               | 60               | 10               | -                | - | -                    | -                    | -                    |                      |                      |
| 2002-2003  | Bulldogs de Duluth      | WCHA         | 42  | 14               | 28               | 42               | 6                | -                | - | -                    | -                    | -                    |                      |                      |
| 2003-2004  | Bulldogs de Duluth      | WCHA         | 43  | 16               | 25               | 41               | 18               | -                | - | -                    | -                    | -                    |                      |                      |
| 2004-2005  | Bulldogs de Duluth      | WCHA         | 38  | 19               | 20               | 39               | 6                | -                | - | -                    | -                    | -                    |                      |                      |
| 2005-2006  | Bulldogs de Duluth      | WCHA         | 39  | 14               | 16               | 30               | 4                | -                | - | -                    | -                    | -                    |                      |                      |
| 2005-2006  | Pirates de Portland     | LAH          | 9   | 0                | 5                | 5                | 4                | 4                | 0 | 0                    | 0                    | 2                    |                      |                      |
| 2006-2007  | Jokerit Helsinki        | SM-Liiga     | 56  | 19               | 29               | 48               | 24               | 10               | 6 | 4                    | 10                   | 8                    |                      |                      |
| 2007-2008  | Jokerit Helsinki        | SM-Liiga     | 55  | 29               | 33               | 62               | 36               | -                | - | -                    | -                    | -                    |                      |                      |
| 2008-2009  | Marlies de Toronto      | LAH          | 70  | 28               | 51               | 79               | 26               | 6                | 2 | 0                    | 2                    | 2                    |                      |                      |
| 2008-2009  | Maple Leafs de Toronto  | LNH          | 4   | 1                | 0                | 1                | 0                | -                | - | -                    | -                    | -                    |                      |                      |
| 2009-2010  | Wolves de Chicago       | LAH          | 73  | 30               | 29               | 59               | 18               | 14               | 4 | 9                    | 13                   | 12                   |                      |                      |
| 2009-2010  | Thrashers d'Atlanta     | LNH          | 6   | 2                | 0                | 2                | 2                | -                | - | -                    | -                    | -                    |                      |                      |
| 2010-2011  | Rampage de San Antonio  | LAH          | 20  | 8                | 7                | 15               | 2                | -                | - | -                    | -                    | -                    |                      |                      |
| 2010-2011  | Thrashers d'Atlanta     | LNH          | 45  | 5                | 2                | 7                | 12               | -                | - | -                    | -                    | -                    |                      |                      |
| 2010-2011  | Wolves de Chicago       | LAH          | 4   | 1                | 3                | 4                | 2                | -                | - | -                    | -                    | -                    |                      |                      |
| 2011-2012  | Jets de Winnipeg        | LNH          | 63  | 11               | 16               | 27               | 10               | -                | - | -                    | -                    | -                    |                      |                      |
| 2012-2013  | Dinamo Minsk            | KHL          | 52  | 24               | 16               | 40               | 30               | -                | - | -                    | -                    | -                    |                      |                      |
| 2013-2014  | Ak Bars Kazan           | KHL          | 54  | 16               | 17               | 33               | 16               | 6                | 0 | 1                    | 1                    | 2                    |                      |                      |
| 2014-2015  | Neftekhimik Nijnekamsk  | KHL          | 37  | 14               | 12               | 26               | 30               | -                | - | -                    | -                    | -                    |                      |                      |
| 2014-2015  | Metallourg Magnitogorsk | KHL          | 18  | 4                | 1                | 5                | 10               | 9                | 4 | 0                    | 4                    | 14                   |                      |                      |
| 2015-2016  | HC Bienne               | LNA          | 24  | 5                | 8                | 13               | 20               | -                | - | -                    | -                    | -                    |                      |                      |
| 2015-2016  | HC Lugano               | LNA          | 19  | 6                | 8                | 14               | 8                | 5                | 1 | 0                    | 1                    | 8                    |                      |                      |
| 2016-2017  | Färjestads BK           | SHL          | 20  | 1                | 3                | 4                | 4                | -                | - | -                    | -                    | -                    |                      |                      |
| 2016-2017  | HK Spartak Moscou       | KHL          | 22  | 1                | 6                | 7                | 4                | -                | - | -                    | -                    | -                    |                      |                      |
| 2017-2018  | Hockey Club Olten       | Swiss League | 29  | 9                | 12               | 21               | 6                | -                | - | -                    | -                    | -                    |                      |                      |
| 2017-2018  | ERC Ingolstadt          | DEL          | 8   | 3                | 6                | 9                | 0                | 5                | 1 | 0                    | 1                    | 0                    |                      |                      |
| Totaux LNH | Totaux LNH              | Totaux LNH   | 118 | 18               | 19               | 37               | 24               | -                | - | -                    | -                    | -                    |                      |                      |

### En équipe nationale
| Année | Compétition          |    | PJ | B | A | Pts | Pun | +/-                |  | Résultat |
| 2011  | Championnat du monde | 7  | 0  | 1 | 1 | 0   | 0   | 8e place           |  |          |
| 2013  | Championnat du monde | 10 | 2  | 3 | 5 | 2   | -1  | Médaille de bronze |  |          |
| 2014  | Championnat du monde | 8  | 0  | 2 | 2 | 2   | +1  | 6e place           |  |          |